# Черчепиккола
Черчепиккола (итал. Cercepiccola) —  коммуна в Италии, располагается в регионе Молизе, в провинции Кампобассо.
Население составляет 727 человек (2008 г.), плотность населения составляет 45 чел./км². Занимает площадь 16 км². Почтовый индекс — 86010. Телефонный код — 0874.
Покровителем коммуны почитается святой Донат из Ареццо, празднование 7 августа. 

## Демография
Динамика населения:

## Администрация коммуны
- Официальный сайт: http://www.comune.cercepiccola.cb.it/